# Tariego de Cerrato
Tariego de Cerrato és un municipi de la província de Palència a la comunitat autònoma de Castella i Lleó (Espanya). Limita al nord amb Dueñas, al sud amb Cevico de la Torre, al nord-oest amb Hontoria de Cerrato i al nord-oest amb Venta de Baños.

## Demografia
| 1991 | 1996 | 2001 | 2004 |
| ---- | ---- | ---- | ---- |
| 549  | 573  | 557  | 547  |